# 托馬斯·赫斯維克

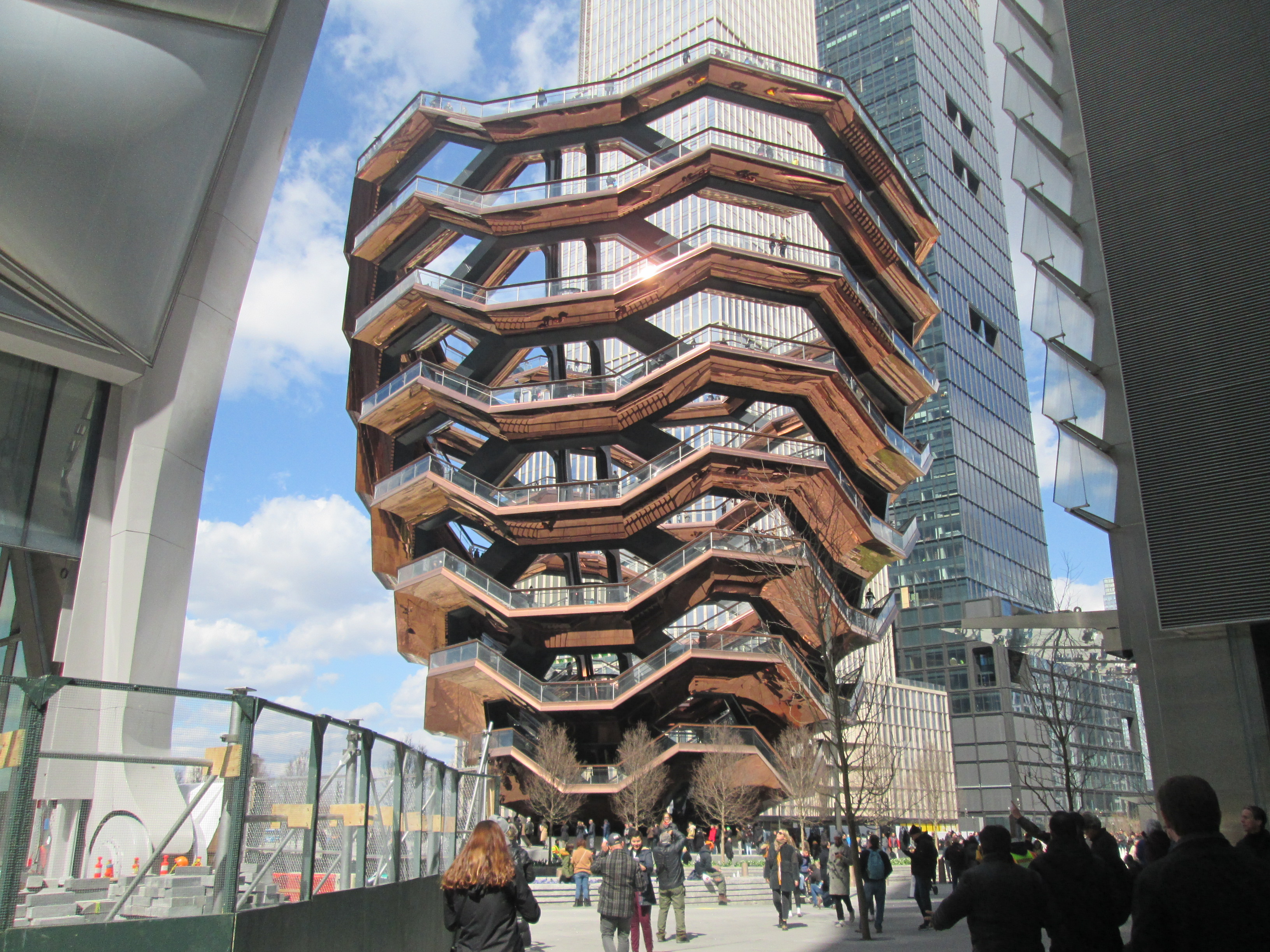
紐約曼哈頓Vessel (建筑物)由赫斯維克設計

托馬斯·亞歷山大·赫斯維克 CBE，RDI（英語：Royal Designers for Industry，1970年2月17日—）是一位英格蘭設計師 （页面存档备份，存于），是英國一位設計師。他在倫敦成立了自己的工作室，現團隊有超過180人。
赫斯維克設計過許多知名的建築，著名作品包括2005年的滾橋（或稱「捲動橋」）、2010年上海世界博覽會英國館、2011年香港太古廣場的改建、英國雙層巴士2012年的新外型以及2012年溫哥華奧林匹克聖火。

## 早年生活
赫茲維克於1970年2月17日出生在英國倫敦。他的祖父是知名英國時裝公司積家（Jaeger）擁有者的後代，他的叔叔尼古拉斯·托馬林（Nicholas Tomalin）則是一名記者。在他於北英格蘭的伍德格林小學畢業後，他便在私校七橡樹中學就讀，並於曼徹斯特工藝學校（Manchester Polytechnic）以及皇家藝術學院（Royal College of Art）學習 3D 設計。
自皇家藝術學院畢業以後，赫茲維克於1994年成立了赫茲維克工作室（Heatherwick Studio）。

## 著名作品

### 滾橋（The Rolling Bridge）
2002年赫茲維克工作室在帕丁頓盆地的改造計畫中設計了滾橋，這個橋在每週五的中午會打開來連結運河兩側。當需要移動時，橋身可捲動成為一個八角形狀。

### 槍響就跑（B of the Bang）
此雕塑於2005年在曼徹斯特市球場外亮相。此雕塑高達56米，也是英國有史以來最高的雕塑，共有150根巨管。雕塑的設計是以煙火為靈感，象徵希望能量的爆發，不過卻也有評論認為此雕塑看起來像一顆海膽。由於槍響就跑在揭幕前，即有一根巨管掉落，並在三年來陸續有九根部穩固的金屬管被迫拆除。2009年，英國政府將其全面拆除。

### 中國2010年上海世界博覽會英國館
2010年上海世界博覽會，赫茲維克負責英國館的設計。

### 其他作品

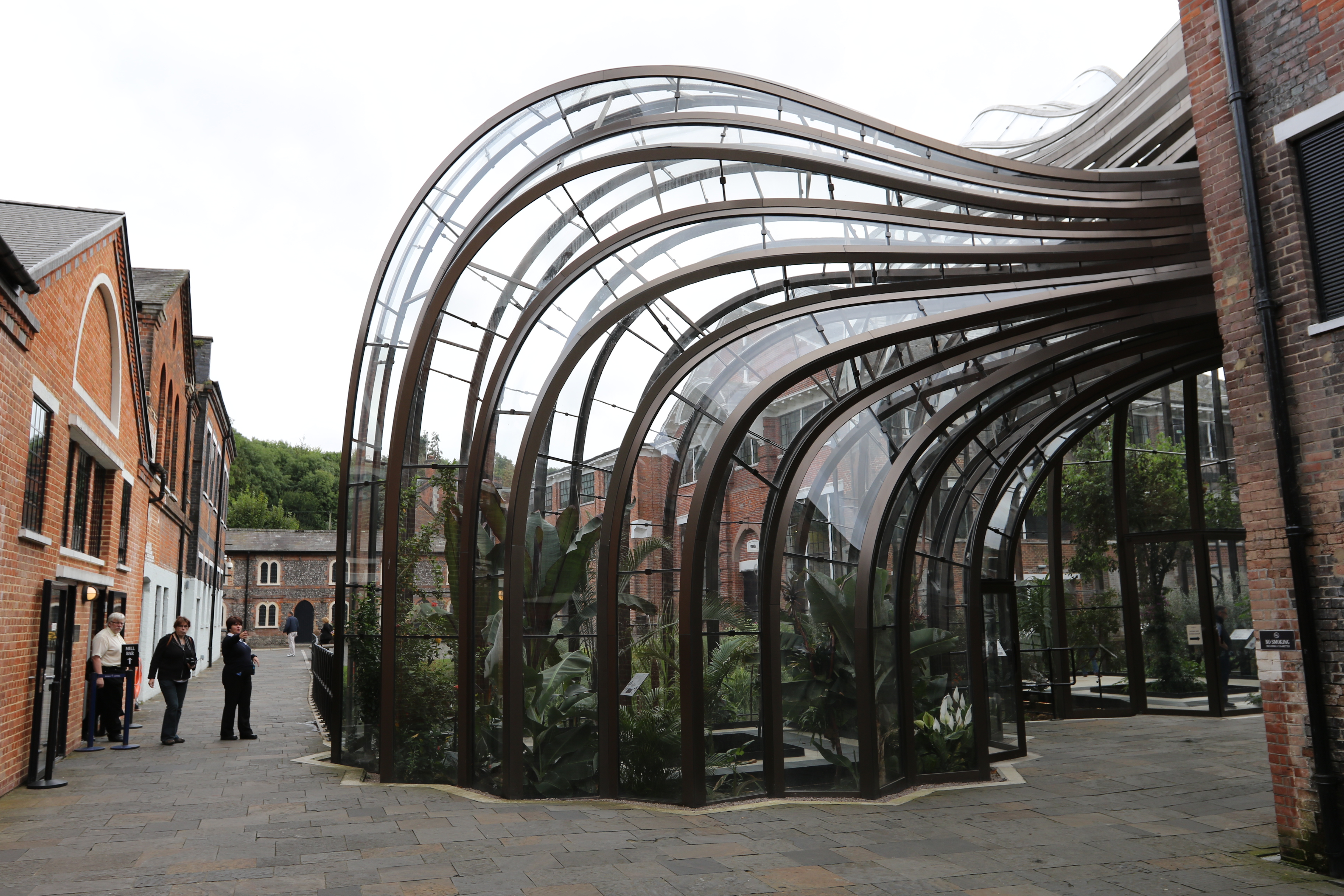
惠特徹奇的孟買藍寶石釀酒廠溫室
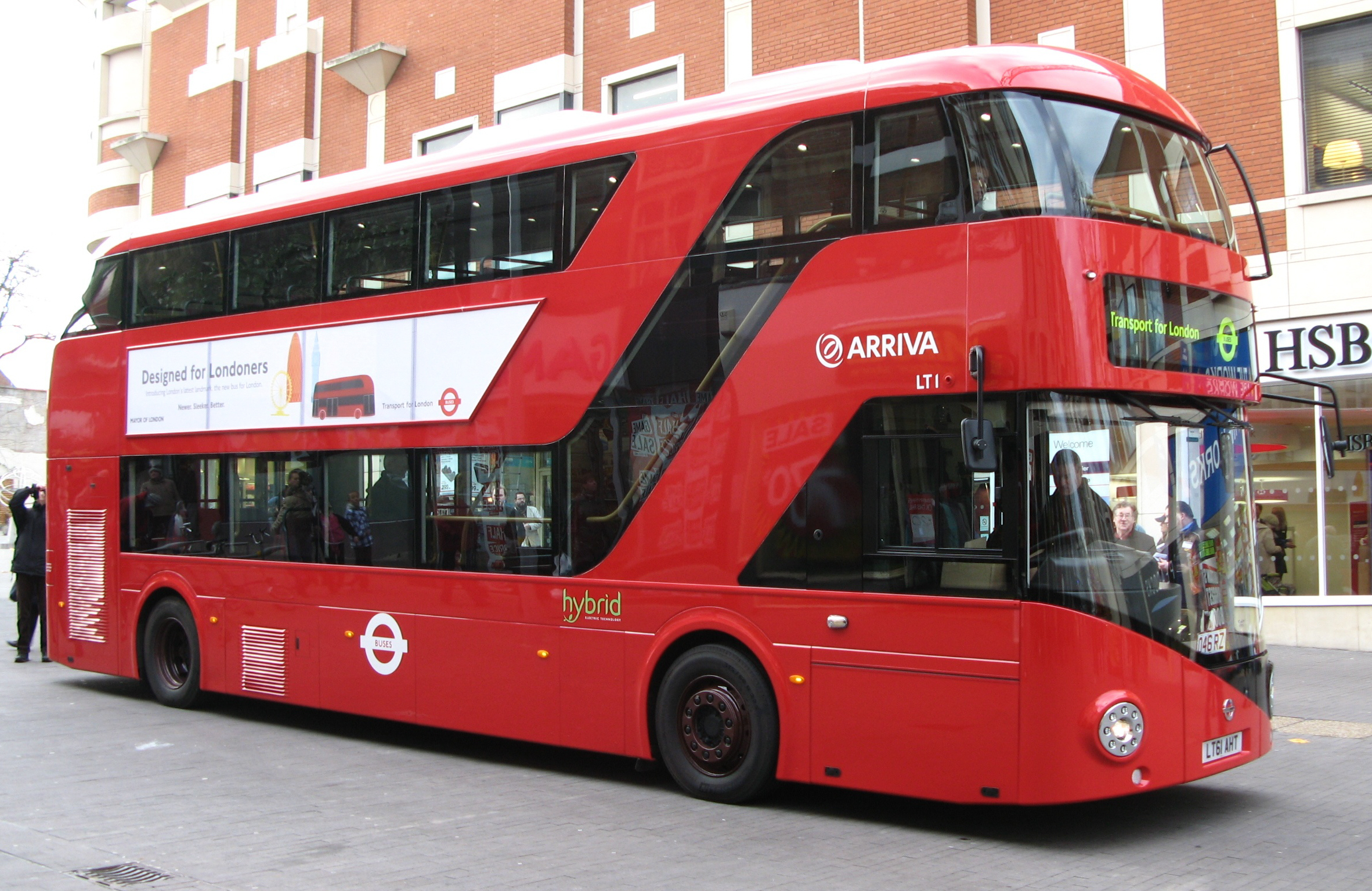
倫敦 New Routemaster 巴士
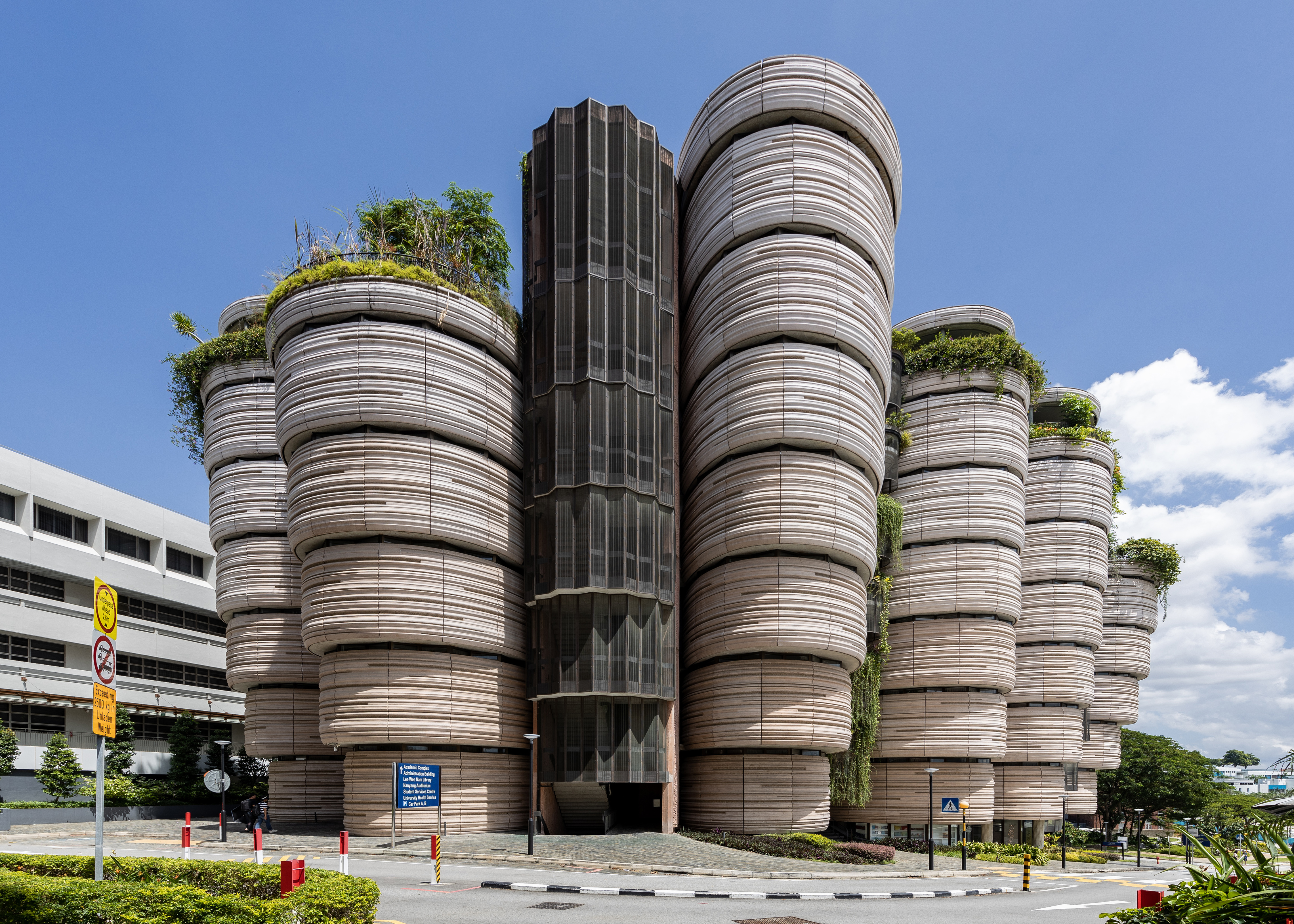
新加坡南洋理工大學的 The Hive（英语：The Hive, Singapore）

## 外部連結
- Profile in Wired Magazine （页面存档备份，存于）
- Profile in Icon magazine
- Heatherwick and the Conran Collection in Icon magazine
- Profile in Art & Architecture - PDF
- Profile in The Observer 26 September 2004 （页面存档备份，存于）
- East Beach Café （页面存档备份，存于）
- Extrusions at haunchofvenison.com
- Manchester Metropolitan University's Honorands
- Artist in plea on 'bang' future （页面存档备份，存于） - BBC News story
- Award
- Rolling Bridge in Frame and Form magazine
- Glass Bridge in Frame and Form magazine
- 17 minute video of a talk by Heatherwick about his work at TED （页面存档备份，存于）